# Epithemia
Epithemia ist eine Gattung der Kieselalgen (Bacillariophyta) in der Familie Rhopalodiaceae mit etwa 26 Arten in Süß- und Brackwasser.
Die Gattung ist mit ihren verschiedenen Arten insgesamt weltweit (kosmopolitisch) verbreitet.

## Merkmale

### Morphologie
Die Vertreter sind am Substrat sitzende, einzellige Kieselalgen der Familie Rhopalodiaceae. Die Zellen haben die für Kieselalgen typische Schale (Frustel) aus zwei Theken. Die Schale ist in Seitenansicht rechteckig, in Schalenansicht gebogen, wobei eine Seite konvex, die andere mehr oder weniger stark konkav ist. Die Schalen besitzen eine Raphe, die nicht in der Mitte, sondern am konkaven Rand hin verschoben verläuft. Die Schalen sind mit quer verlaufenden Rillen besetzt. Der einzelne Plastid steht wandständig an der konkaven Seite. Die Länge variiert je nach Art etwa von 20 bis 160 µm.
Bei Epithemia sind die Schalen deutlich gebogen und haben eine innere Trennwand. Bei der Schwestergattung Rhopalodia dagegen sind die Schalen nur leicht gebogen (lanzettlich, en. lunate) oder gar (bis auf die Enden) linear und die Raphe ist am Rand verborgen.
Die Zellen von E. catenata können langkettige Kolonien bilden.

### Diazoplast

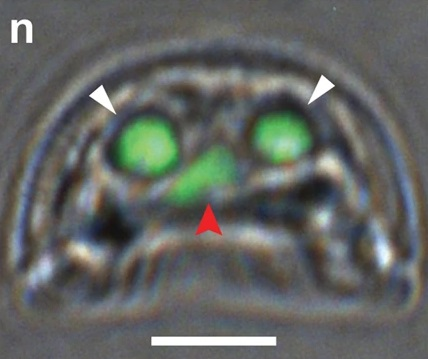
Fluoreszenz- überlagert mit Hellfeldmikroskopie-Aufnahme einer fixierten Zelle von E. pelagica, Endosymbionten (weiße Pfeile) und Zellkern (roter Pfeil) grün gefärbt.

Mitglieder der Gattung Epithemia haben (wie die der Schwestergattung Rhopalodia) morphologisch Sphäroidkörper genannte spezielle Endosymbionten, die Stickstoff fixieren und von Cyanobakterien abstammen.
Wegen dieser Stoffwechselfunktion werden diese Sphäroidkörper auch Diazoplasten genannt.
Der Epithemia-Endosymbiont ist eng mit dem Nitroplasten genannten Organell der Haptophyten-Spezies Braarudosphaera bigelowii verwandt.
Aufgrund dieser Umstände wurde Epithemia als Modellsystem zur Untersuchung von frühen Stadien der Organellevolution vorgeschlagen.

### Fortpflanzung
Die ungeschlechtliche Fortpflanzung erfolgt durch die typische Zweiteilung der Kieselalgen. Geschlechtliche Fortpflanzung erfolgt durch Isogamie, wobei pro Zelle zwei Gameten gebildet werden. Im Anschluss erfolgt während der Auxosporenbildung die Zellvergrößerung.

## Vorkommen
Epithemia lebt auf festem Substrat, auf Wasserpflanzen und Fadenalgen. Sie kommen in stehenden und fließenden Gewässern, auch in Brackwasser vor.

## Anwendungen
Aufgrund ihrer stickstofffixierenden Endosymbionten können Epithemia-Arten ein möglicher Indikator für Eutrophierung sein, da ihre Abundanz mit zunehmender anorganischer Stickstoffkonzentration in der Umgebung abnimmt. Eine hohe Konzentration von Epithemia-Arten könnte bedeuten, dass mehr Stickstoff im Ökosystem fixiert wird, und daher als Frühindikator für eine Nährstoffüberlastung dienen.

## Artenliste
Als Autoren der gültigen Erstbeschreibung werden
entweder
Friedrich Traugott Kützing (1844)
oder 
(Louis Alphonse de) Brébisson ex Kützing
genannt.
Als Typusspezies (Holotyp) gilt
entweder Epithemia turgida (Ehrenberg) Kützing, 1844
oder Epithemia argus (Ehrenberg) Kützing, 1844
Eine Auswahl anerkannter Arten der Gattung Epithemia  (Stand 5. November 2024):
Gattung Epithemia

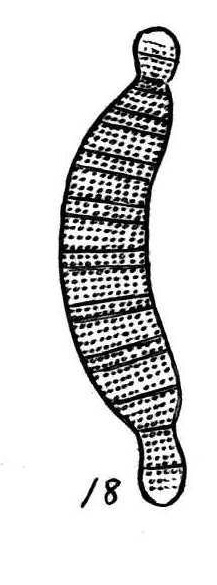
E. proboscidea
[E. zebra var. proboscidea].
Illustration von 1916.

- Spezies Epithemia adnata (Kützing) Brébisson, 1838[13](A,W,µ,N)
- Spezies Epithemia agharkarii Vigneshwaran, J. P. Kociolek & B. Karthick, 2021(A,W)
- Spezies Epithemia amphicephala (Østrup) Kobayasi & Kobayashi, 1988(A,W)
- Spezies Epithemia argus (Ehrenberg) Kützing, 1844(A,W,N) – Typus nach AlgaeBase – unterscheide Rhopalodia argus W. Smith
- Spezies Epithemia catenata Schvarcz, Stancheva & Steward, 2022(A,N) [Epithemia catena, Epithemia sp. CRS-2021a(N)][4]
- Spezies Epithemia compacta Kulikovskiy & Lange-Bertalot, 2014(A,W)
- Spezies Epithemia contorta (Hustedt) Ruck & Nakov, 2016(A,N,W)
- Spezies Epithemia frickei Krammer 1987(A,W)
- Spezies Epithemia hellenica (Ehrenberg) Ralfs in Pritchard, 1861(A,W)
- Spezies Epithemia hirudiniformis (O. Müller) Rimet et al. 2018(A,N,W) [Rhopalodia hirudiniformis Otto Müller 1895(N)]
- Spezies Epithemia hyndmannii W. Smith 1850(A,N)
- Spezies Epithemia iriomontensis (Kobayashi, Nagumo & Tanaka) Ruck & Nakov, 2016(A,N,W) [Rhopalodia iriomotensis H. Kobayasi, T. Nagumo & S. Tanaka 1993]
- Spezies Epithemia operculata (C. Agardh) Ruck & Nakov, 2016(A,N,W)
- Spezies Epithemia parallela (Grunow) Ruck & Nakov, 2016(A,N, W)
- Spezies Epithemia pelagica Schvarcz, Stancheva & Steward, 2022(A,N) [Epithemia sp. CRS-2021b(N)][4]
- Spezies Epithemia perlongicornis Vishnyakov, Kulikovskiy & Genkal, 2014(A,W)
- Spezies Epithemia proboscidea Kützing 1844 [Epithemia zebra var. proboscidea (Kützing) Grunow 1862](A)
- Spezies Epithemia reicheltii Fricke, 1904(A,W)
- Spezies Epithemia selengaensis Vishnyakov, Kulikovskiy & Genkal, 2014(A,W)
- Spezies Epithemia turgida (Ehrenberg) Kützing, 1844(A,W,N,µ) – Typus nach Boyer (1927) und diatoms.org, ehem. Rhopalodia turgida (Ehrenberg) Kützing(A,W)

Anmerkungen:
- A – AlgaeBase[9]
- W – World Register of Marine Species (W)[10]
- N – Taxonomie des National Center for Biotechnology Information (N)[14]
- µ – Nordic Microalgae and aquatic protozoa, Swedish Meteorological and Hydrological Institute (SMHI)[1]

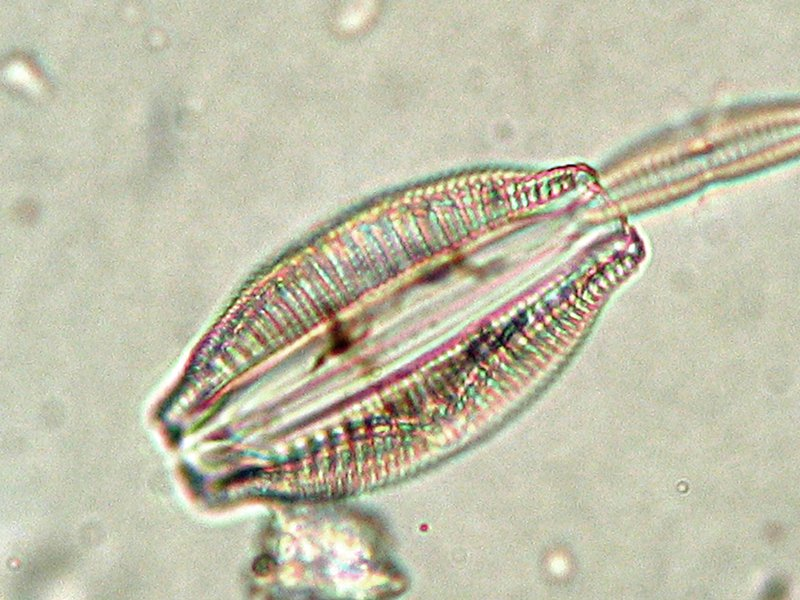
Epithemia sorex, Gürtelbandansicht

Die Spezies Epithemia sorex Kützing, 1844 (A,N, Nordic MicroAlgae) ist nach WoRMS (neben etlichen weiteren Kandidaten) ein unsicheres Mitglied der Gattung (W).
Die Spezies Epithemia zebra (Ehrenberg) Kützing, 1844 (N)  ist nach WoRMS ein Synonym für Navicula zebra Ehrenberg, 1833, nach AlgaeBase aber für Epithemia adnata.
Die Spezies Rhopalodia gibba (Ehrenberg) Otto Müller, 1895 gilt einerseits als Typusspezies der Gattung Rhopalodia und ist auch nach WoRMS ein gültiger Name in dieser Gattung, aber nach AlgaeBase ein Synonym für Epithemia gibba (Ehrenberg) Kützing 1844.
Es wurde sogar vorgeschlagen, die ganze Gattung Rhopalodia als Untergattung Epithemia subg. Rhopalodia aufzufassen.

## Bildergalerie

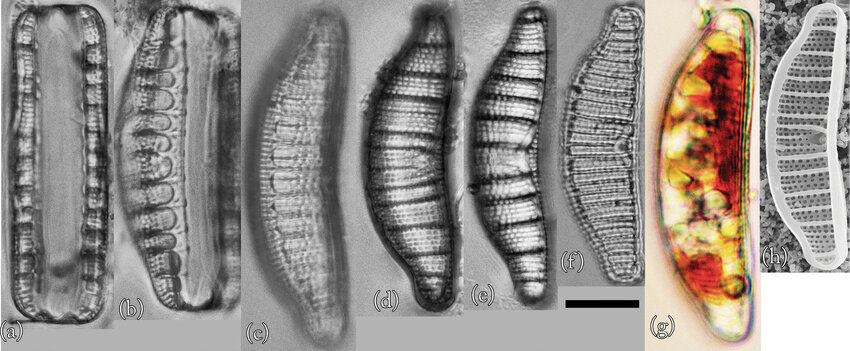
E. adnata: (a–g) LM- und (h) REM-Aufnahmen. Balken: 10 μm.
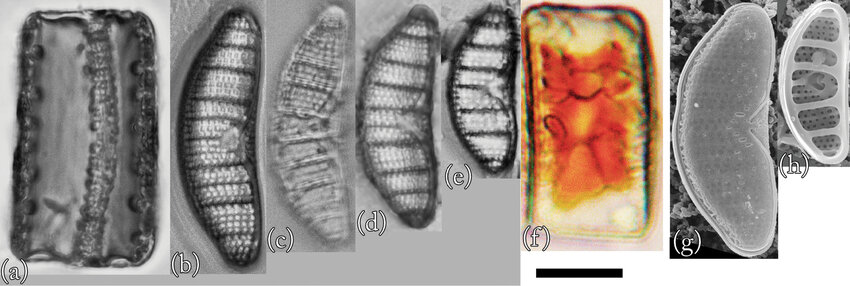
E. frickei: (a–f) LM- und (g,h) REM-Aufnahmen. Balken: 10 μm.
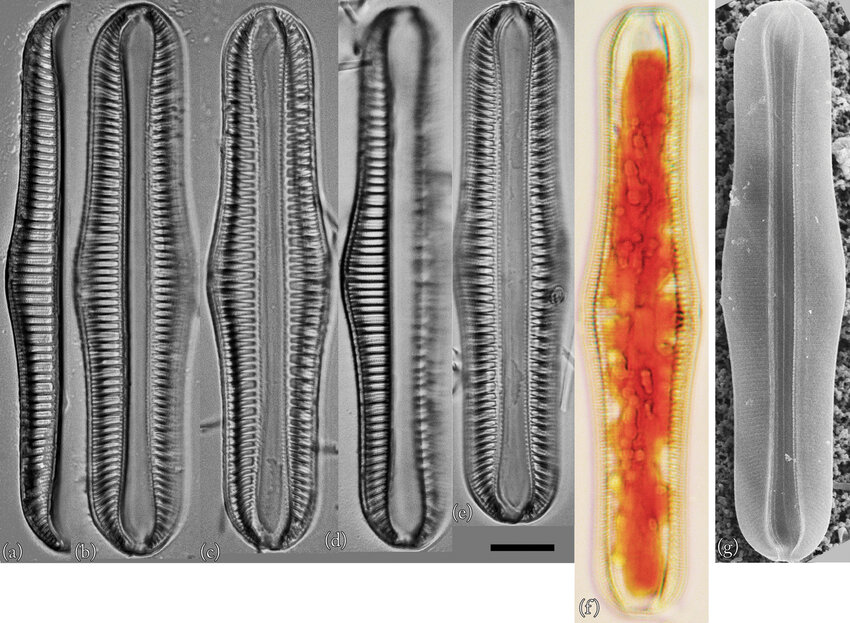
E. gibba [Rhopalodia gibba]: (a–f) LM- und (g) REM-Aufnahmen. Balken: 10 μm.
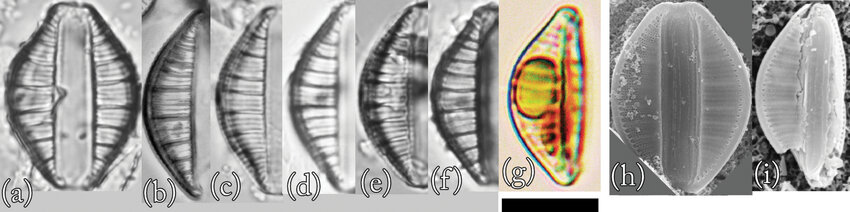
E. operculata: (a–g) LM- und (h,i) REM-Aufnahmen. Balken: 10 μm.
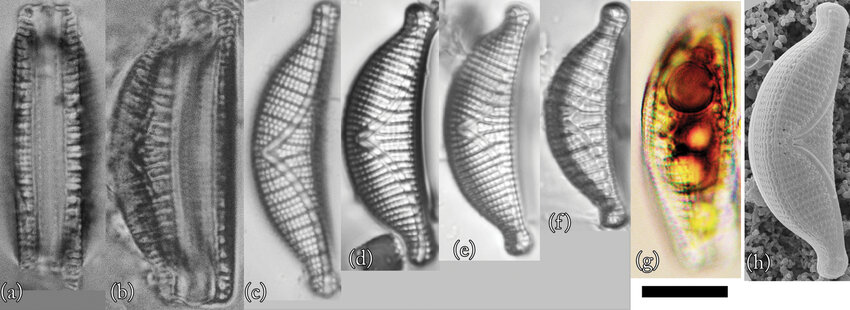
E. sorex: (a–g) LM- und (h) REM-Aufnahmen. Balken: 10 μm.
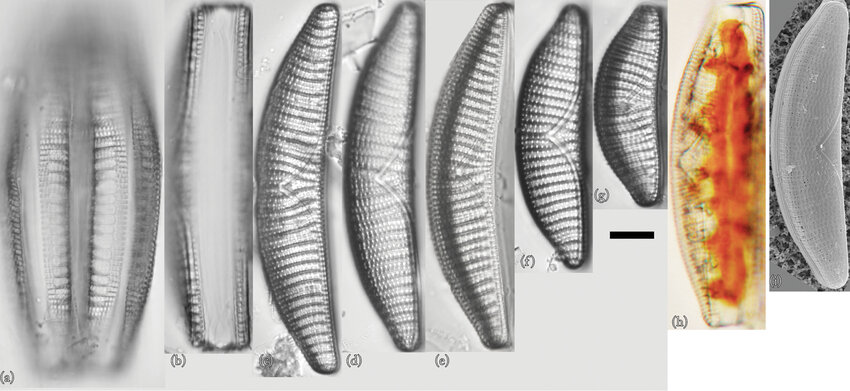
E. turgida: (a–h) LM- und (i) REM-Aufnahmen. Balken: 10 μm.
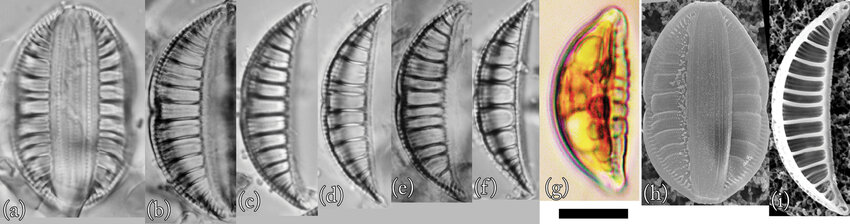
E. sp. „Akan“: (a–g) LM- und (h,i) REM-Aufnahmen. Balken: 10 μm.

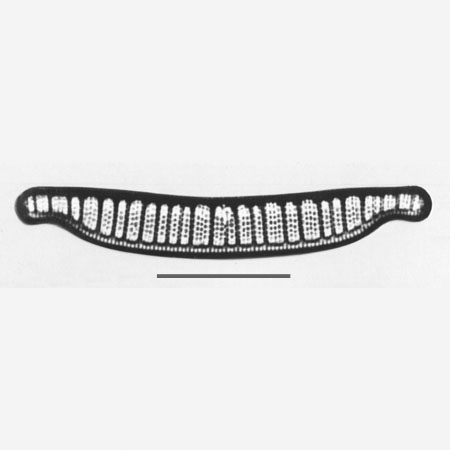
E. adnata var. porcellus [E. zebra var. porcellus]. Balken: 25 µm.
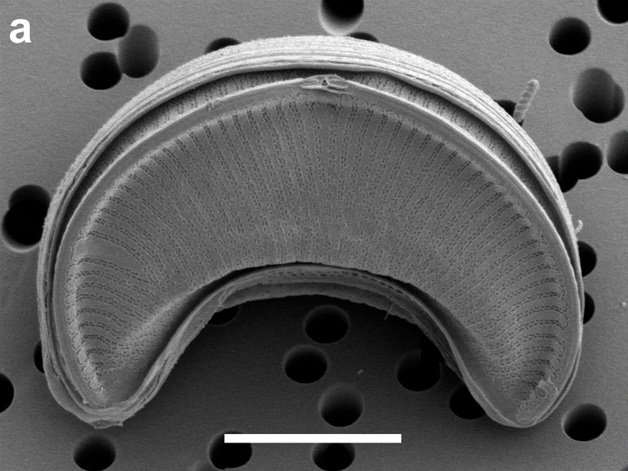
REM-Aufnahme von E. pelagica UHM3200. Balken: 5 µm.
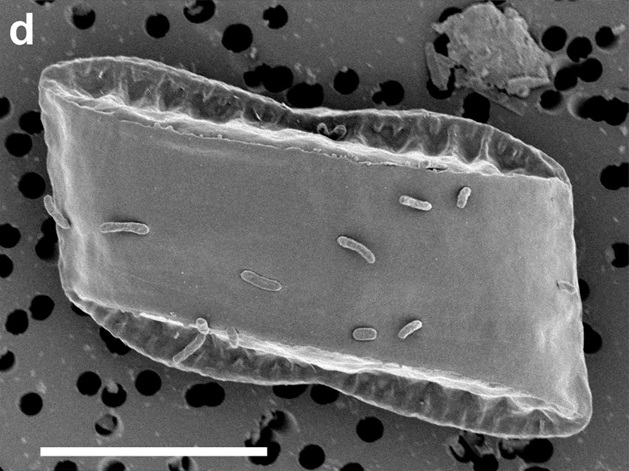
REM-Aufnahmen von E. catenata UHM3210. Balken: 10 µm..
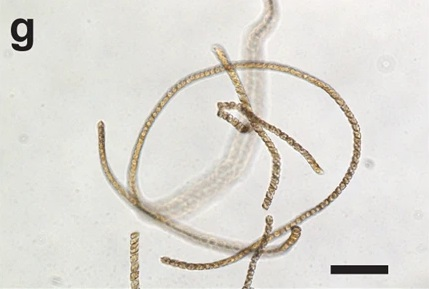
LM-Aufnahme von E. catenata UHM3210; ungestörte lebenden Zellen, die in langen Ketten wachsen. Balken: 100 µm.